# Svjetska baština u Njemačkoj
Kronološki popis svjetske baštine u Njemačkoj po godini upisa na UNESCO-ov popis:
1. 1978. – Aachenska katedrala
2. 1981. – Katedrala u Speyeru
3. 1981. – Würzburška rezidencija s vrtom i rezidencijalnim trgom
4. 1983. – Hodočasnička crkva u Wiesu
5. 1984. – Dvorci Augustusburg i Falkenlust u Brühlu
6. 1985. – Katedrala u Hildesheimu i Crkva sv. Mihovila u Hildesheimu
7. 1986. – Porta Nigra, Amfiteatar u Trieru, Kaiserthermen, Konstantinova bazilika u Trieru, Barbarine toplice, Rimski most u Trieru, Igelerski stup, Trierska katedrala i Crkva naše Gospe u Trieru
8. 1987. – Rimske pogranične utvrde Limes Germanicus - njemački dio dodan 2005.
9. 1987. – Hanzeatski grad Lübeck s gradskim vratima Holstentor
10. 1990. – Dvorci i vrtovi Potsdama (Dvorac Sanssouci) i Berlina
11. 1991. – Opatija samostana Lorsch
12. 1992. – Rudnik Rammelsberg i stari dio grada Goslara
13. 1993. – Samostan Maulbronn (Cistercitska opatija)
14. 1993. – Bamberg, najveća neoštećena gradska jezgra u Njemačkoj
15. 1994. – Zavjetna crkva, dvorac i stari dio grada Quedlinburga
16. 1994. – Željezara u Völklingenu
17. 1995. – Drevni kop Messel, (nalazište fosila)
18. 1996. – Mjesta Bauhausa u Dessau (Bauhaus Dessau), Weimaru (Škola umjetničkih zanata Weimar) i Bernau
19. 1996. – Kölnska katedrala
20. 1996. – Mjesta Martina Luthera u Eislebenu i Wittenbergu
21. 1998. – Klasični Weimar
22. 1999. – Muzejski otok u Berlinu
23. 1999. – Wartburg kod Eisenacha
24. 2000. – Dessau-Wörlitzerovo vrtno carstvo
25. 2000. – Samostanski otok Reichenau u Bodenskom jezeru
26. 2001. – Povijesni rudarski kompleks Zeche und Kokerei Zollverein u Essenu
27. 2002. – Povijesne gradske jezgre Stralsunda i Wismara
28. 2002. – Kultivirana pokrajina "Gornja srednja Rajna" između Koblenza i Bingena na Rajni
29. 2004. – Fürst-Pückler park u Bad Muskau
30. 2004. – Bremenska gradska vijećnica i Bremenski Roland
* 2004. – Kultivirana pokrajina drezdenskod dijela doline Elbe - izbrisana s popisa 2009. zbog izgradnje Waldschlösschen mosta u Dresdenu
31. 2006. – Stari dio grada Regensburga
32. 2007. - Bukove prašume u Karpatima i drevne bukove šume u Njemačkoj - njemački dio dodan 2011.
33. 2008. - Stambena naselja berlinske Moderne
34. 2009. - Vadensko more
35. 2011. - Tvornica Fagus u Alfeldu
36. 2011. - Prapovijesne naseobine sojenica oko Alpa - zajedno s ostalih pet alpskih zemalja
37. 2012. - Markgrofovska opera u Bayreuthu
38. 2013. - Park Wilhelmshöhe
39. 2014. - Westwork i civitas Corveya
40. 2015. - Speicherstadt i Kontorhaus s Chilehausom
41. 2016. - Arhitektonska djela Le Corbusiera, izniman doprinos modernom pokretu (Zajedno s Argentinom, Belgijom, Indijom, Japanom, Francuskom i Švicarskom)
42. 2017. - Špiljska umjetnost Švapske Jure
43. 2018. - Arheološki pogranični kompleks Hedeby i Danevirke
44. 2018. - Katedrala u Naumburgu
45. 2019. - Augsburški sustav vodoopskrbe
46. 2019. - Rudarsko područje Rudne gore
47. 2021. - Lječilišni gradovi Baden-Baden, Bad Ems i Bad Kissingen
48. 2021. - Granice rimskog carstva - Donji germanski limes, Zajedno s Nizozemskom
49. 2021. - Dunavski limes, Zajedno s Austrijom i Slovačkom
50. 2021. - ShUM gradovi: Speyer, Worms i Mainz
51. 2021. - Mathildenhöhe, umjetnička kolonija u Darmstadtu
52. 2023. - Židovsko-srednjovjekovna baština Erfurta
53. 2023. - Herrnhut, jedno od povijesnih Naselja Moravske crkve
54. 2024. - Schwerinski dvorac, kulturni krajolik romantičarskog historicizma

## Popis predložene svjetske baštine Njemačke
1. 1999. - Francke fundacije u Halleu
2. 2015. - Židovsko groblje u Hamburgu (Altona Königstraße) Sefardska grobna kultura 17. i 18. st. od Europe do Kariba
3. 2015. - Alpski i podalpski krajolici livada i močvara Garmisch-Partenkirchena
4. 2015. - Rezidencija u Schwerinu, kulturni krajolik romantičarskog historicizma
5. 2015. - Stara sinagoga i mikva u Erfurtu
6. 2015. - Snovi u kamenu - palače Ludviga II. Bavarskog: Neuschwanstein, Linderhof i Herrenchiemsee
7. 2015. - Lutherovi spomenici u Saskoj-Anhaltu, Bvarskoj i Turinškoj
8. 2024. - Kapela dvorca Torgau
9. 2024. - Zeleni pojas
10. 2024. - Olimpijski park u Minhenu
11. 2024. - Ustava Pretziena
12. 2024. - Koplja Schöningena, lovačka mjesta stara 300.000 godina
13. 2024. - Stuttgartski televizijski toranj, arhetip i simbol modernih komunikacija
14. 2024. - Waldsiedlung Zehlendorf, proširenje „Stambenih naselja berlinske moderne”
15. 2024. - Europske vodenice papira (iz razdoblja ručne izrade papira)

## Poveznice
- Popis mjesta svjetske baštine u Europi